# Adri Verhoeven
Adrianus Cornelis (Adri) Verhoeven (Berkel-Enschot, 1952) is een Nederlands beeldhouwer.

## Leven en werk
Verhoeven werd opgeleid aan de Koninklijke Academie voor Kunst en Vormgeving in 's-Hertogenbosch (1969-1975) bij David van de Kop en Cornelius Rogge. In 1976 opende hij een eigen atelier. Hij wilde aanvankelijk schilder worden, maar raakte gefascineerd door steen. Hij maakt sculpturen met verschillende steensoorten, waarbij hij het contrast opzoekt door niet of nauwelijks bewerkte stenen te combineren met stenen die hij ruw heeft gehakt of juist door polijstwerk laat glanzen. Hij maakte een aantal semipermanente beeldenroutes, bestaande uit diverse steenformaties, onder andere voor Venlo en Ede.

## Werken (selectie)
- Druppel en zadel (1986), Amsterdam
- Sculptuur (1987), Nijmegen
- Monument voor de Steen (1992), Westervoort
- De gekoesterde steen (1993), Etten-Leur
- Freiheit (1996/1997), Raesfeld
- Groeten uit Zaltbommel (1997), Zaltbommel
- Huisraad uit het achterland (1997/1998), Kerkdriel
- Het bewoonde landschap (1998), Wijchen
- Balmoral in België (2000/2001), Museum Het Valkhof, Nijmegen
- Na het verleden (2005), Tilburg
- Afrikaans verlangen (2005), Sint-Oedenrode
- Keiharde stilte (2009), Julianapark, Venlo
- De Reünie (2010), Heusden
- Steenbeelden (2012), Ede
- Monument paardengraf (2016), Borgharen (Maastricht)

## Afbeeldingen

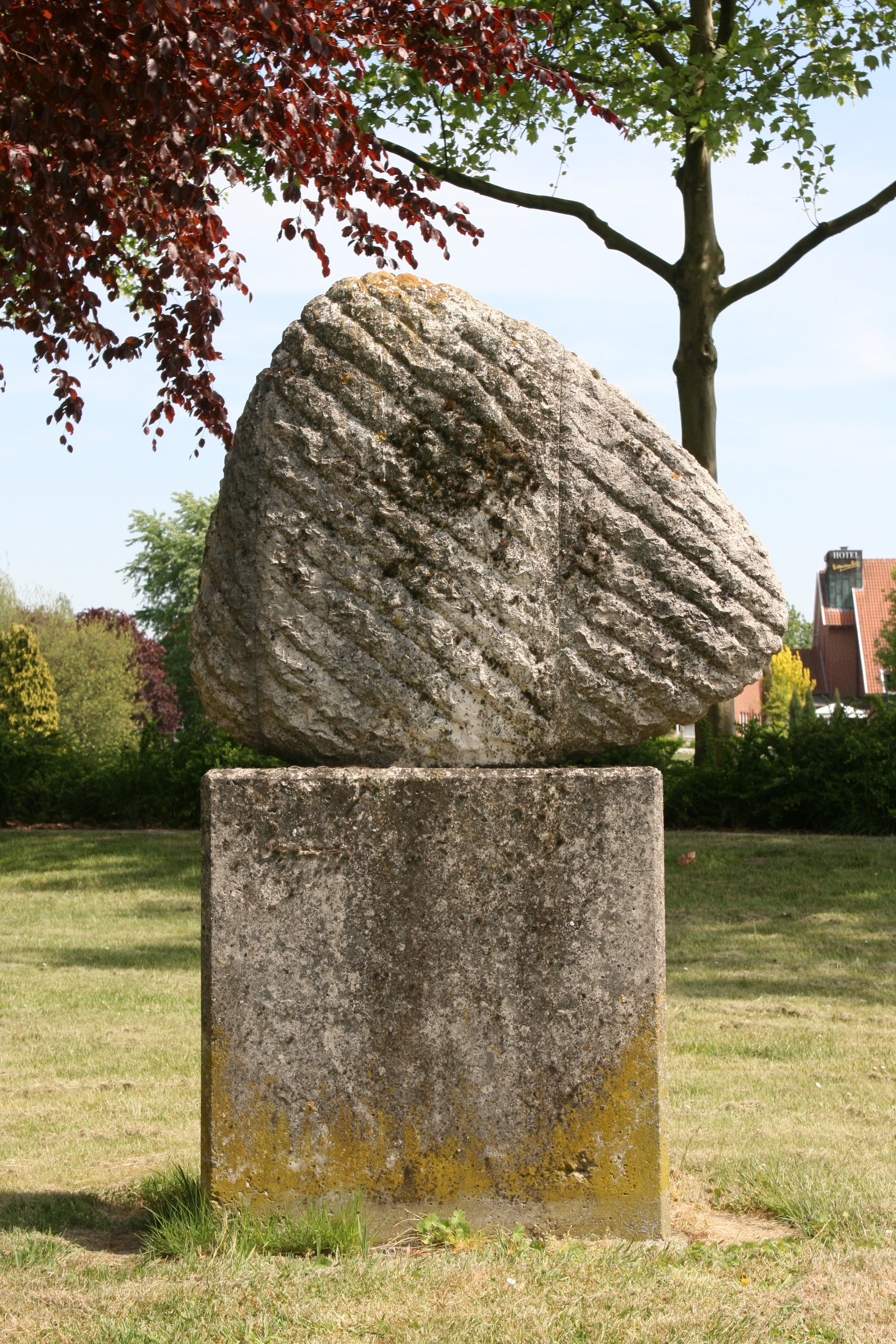
Freiheit
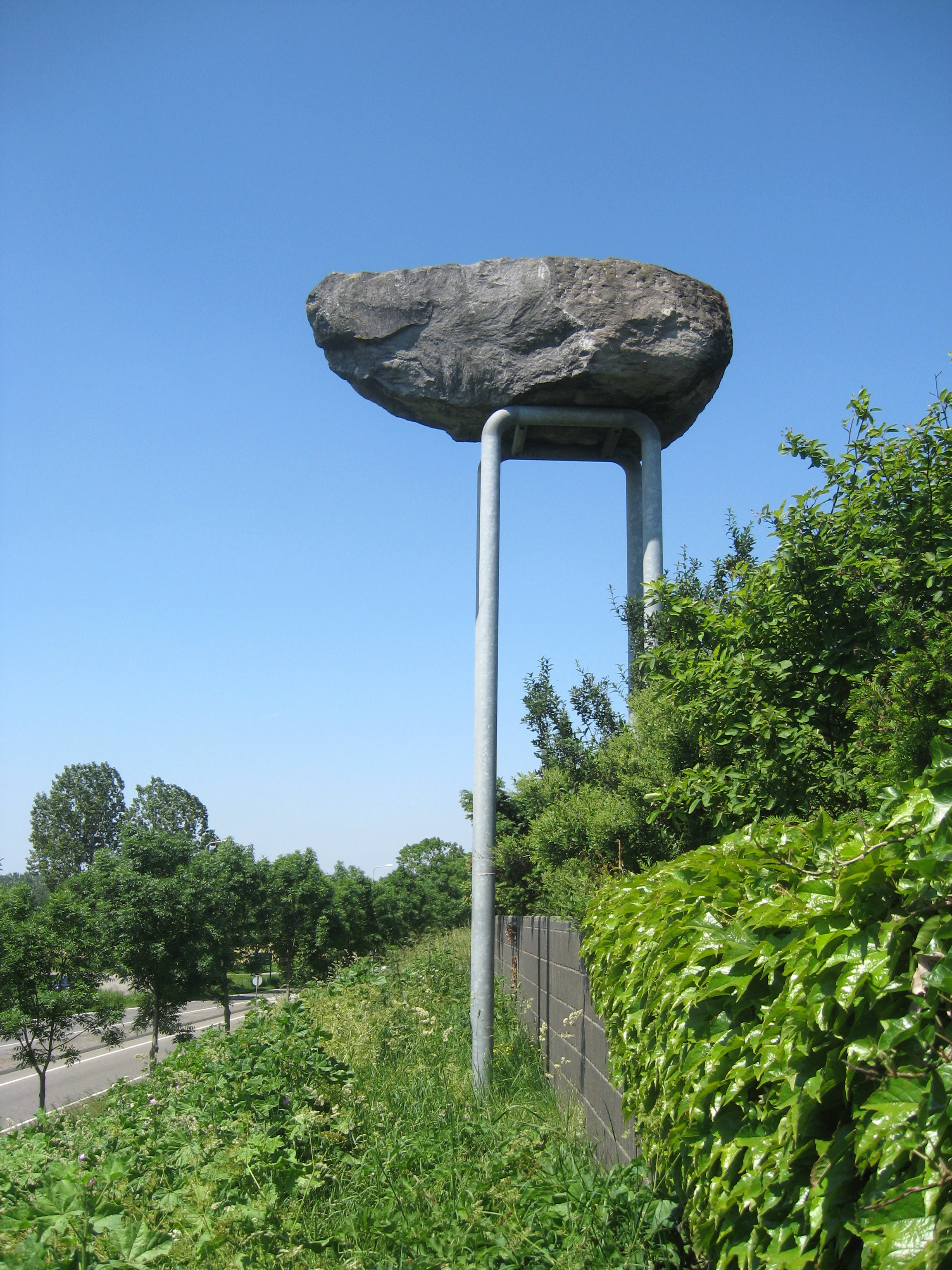
Groeten uit Zaltbommel
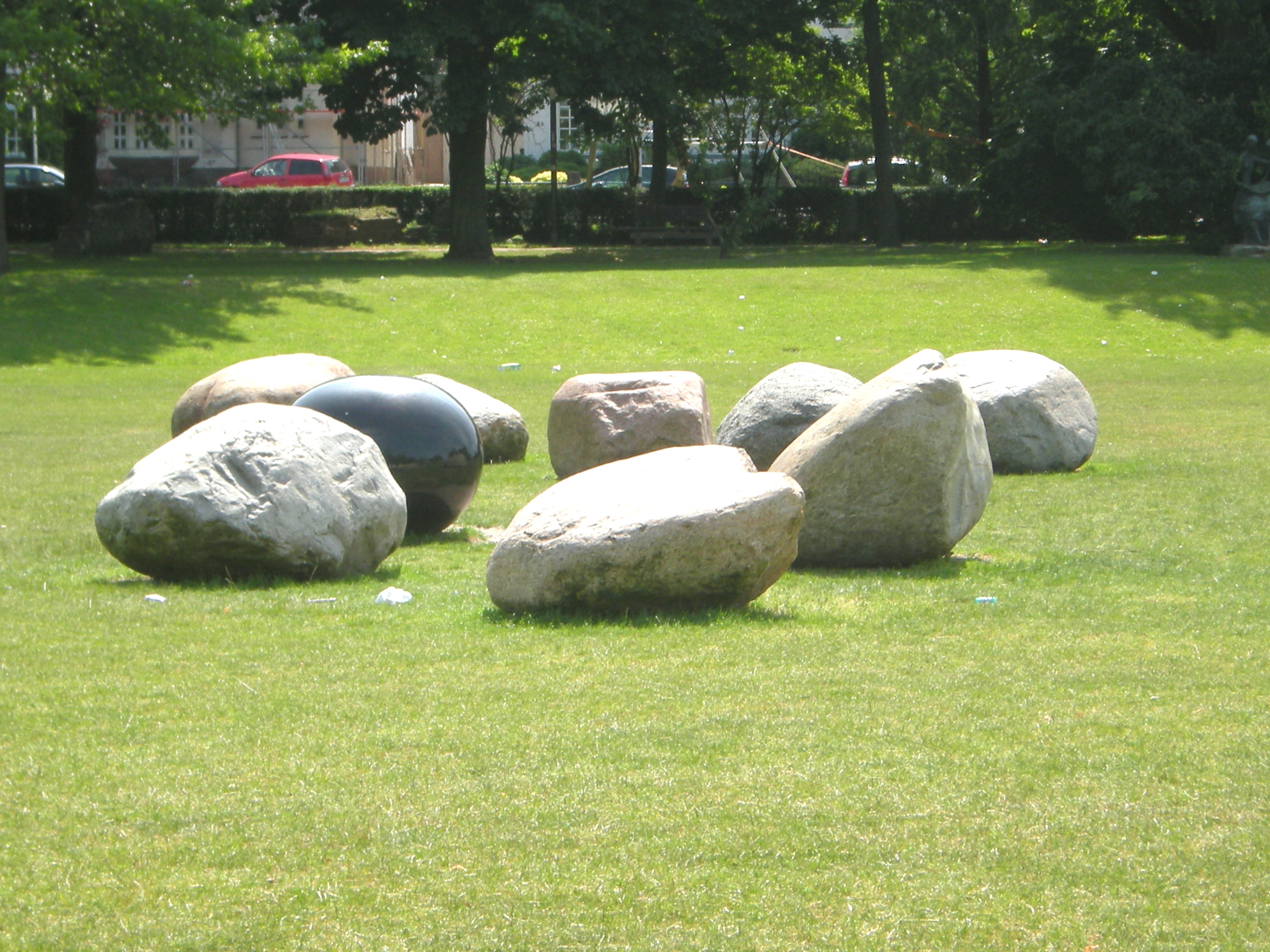
Keiharde stilte
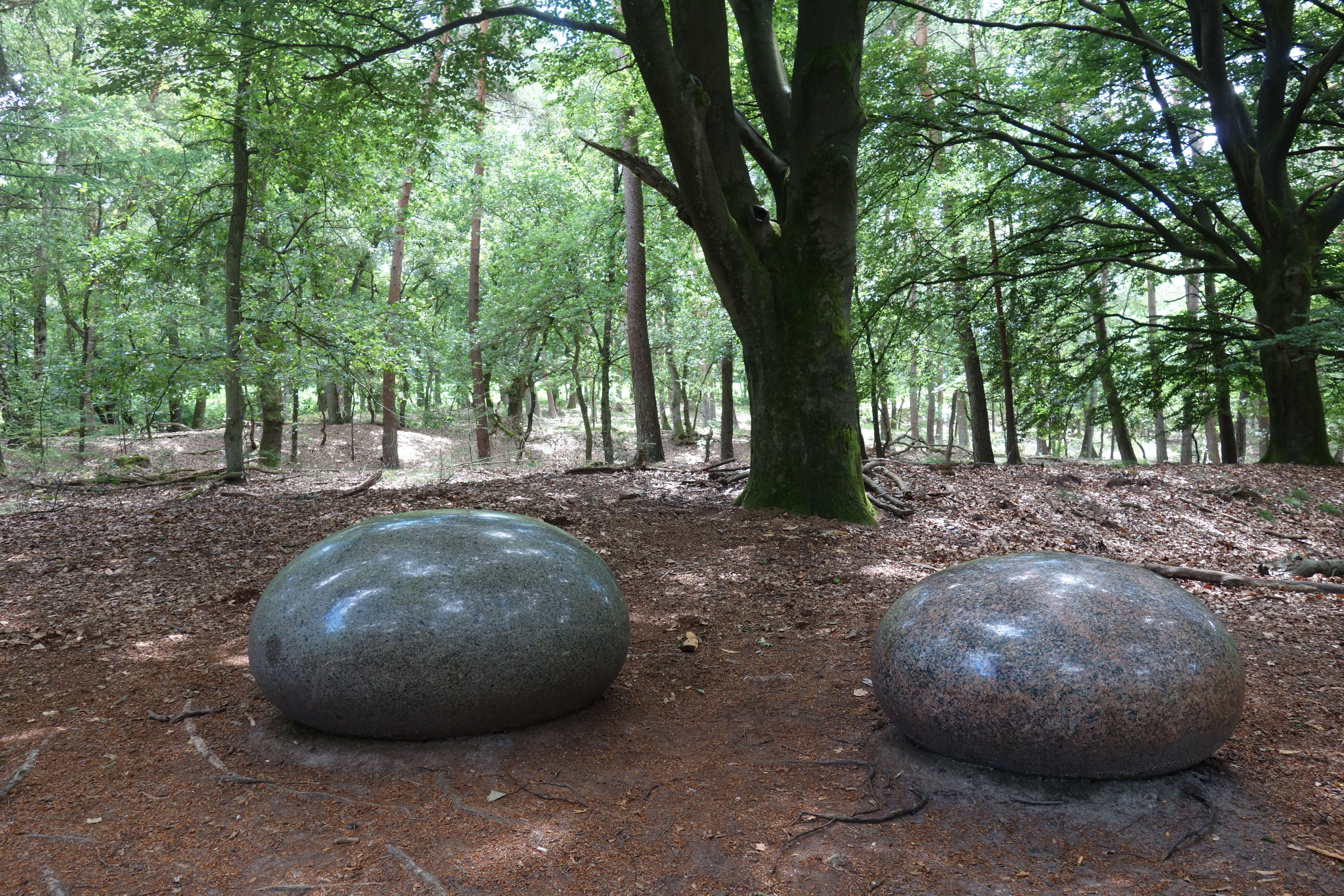
Duurzame relatie (Ede)